# Kiryat Motzkin
Kiryat Motzkin (en hebreo: קִרְיַת מוֹצְקִין y en árabe:كريات موتسكين) es una ciudad del Distrito de Haifa de Israel. Según la Oficina Central de Estadísticas de Israel (CBS), a finales de 2007 la ciudad tenía una población de 39.600 habitantes.